# August Heinrich Dittrich
August Heinrich Dittrich (* 4. Februar 1797 (jul.) in Fürstenau; † 27. Juni 1855 (jul.) in Moskau) war ein deutscher kirchlicher Missionar, Pastor und Buchautor.

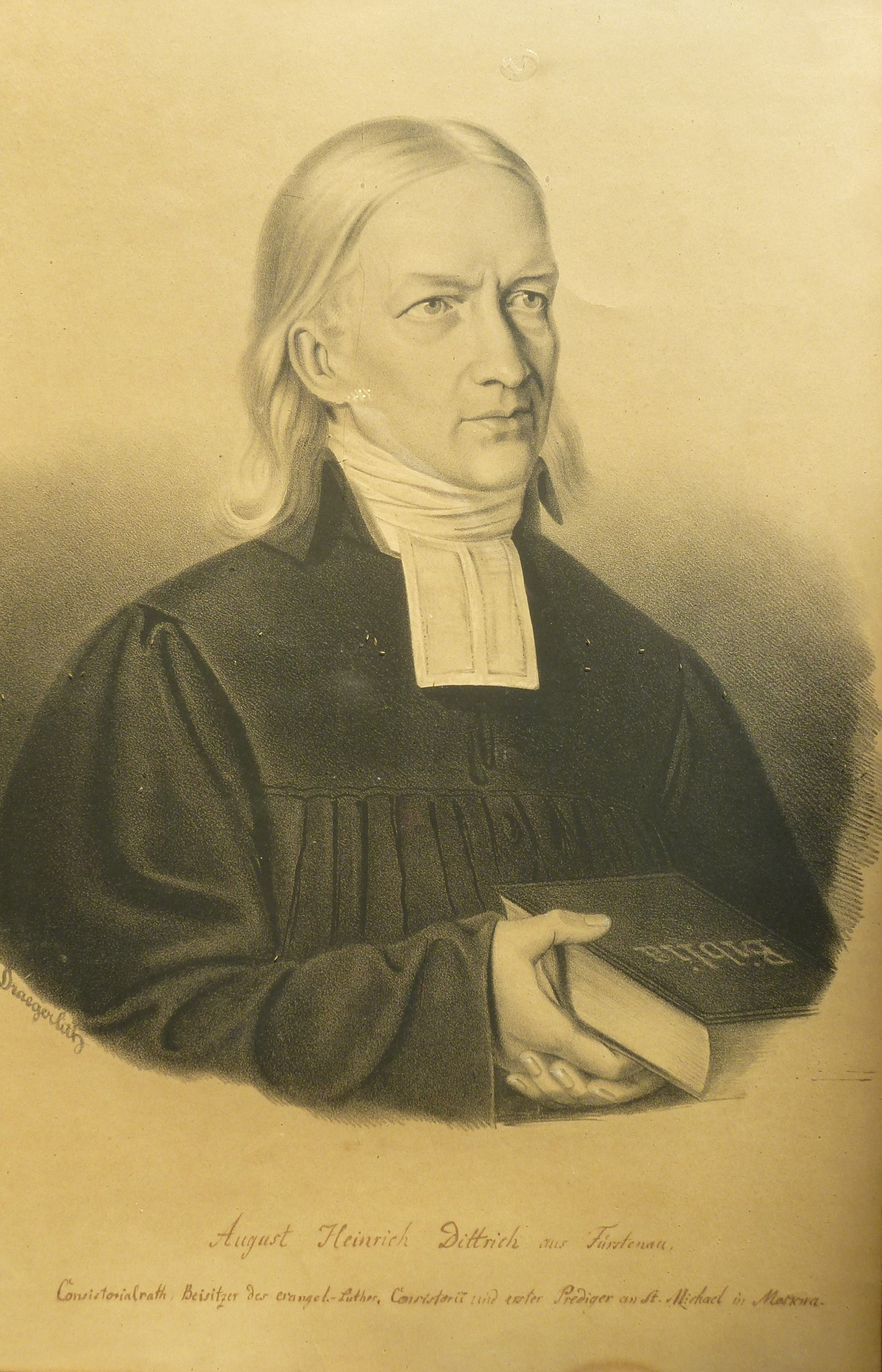
August Heinrich Dittrich mit etwa 50

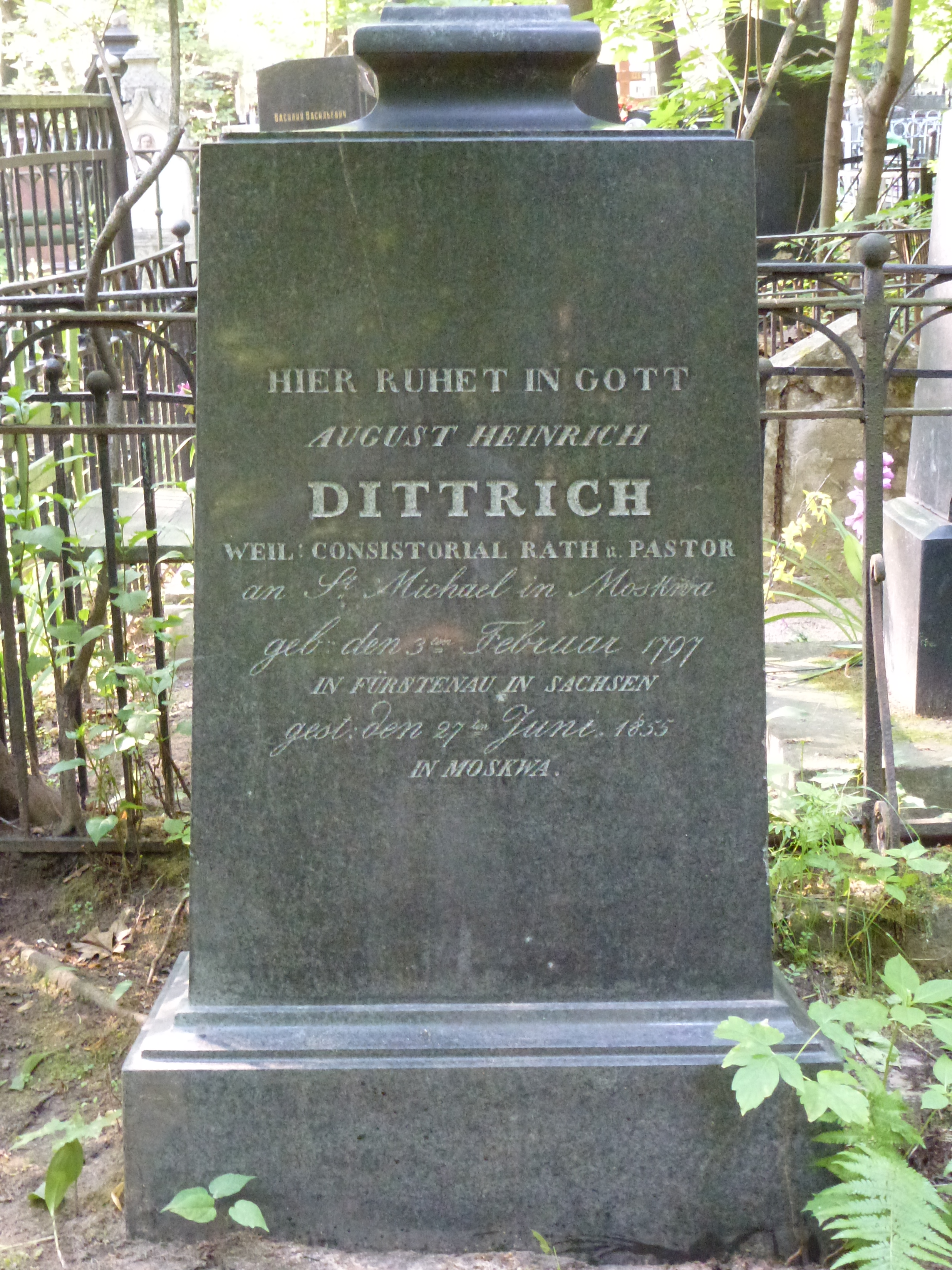
2011 Grabstein in Moskau

## Biografie
Dittrich wurde von seinem Bruder Johann Heinrich aus Dittersdorf auf die theologische Ausrichtung seines Lebenswerkes hin erzogen und unterrichtet. Ab 1812 besuchte er das Gymnasium in Freiberg. Von 1816 bis 1819 studierte er in Leipzig Jura und Philosophie. 1818 verlobte er sich mit Eleonore Klemm aus Torgau. Durch Vermittlung des Pfarrers Gustav Ernst Christian Leonhardi von der Dresdner Kreuzkirche trat er am 5. Januar 1820 in die Basler Mission ein.
In Paris studierte er Arabisch und Türkisch, in Cambridge Persisch und Armenisch.
Am 18. Juni 1821 wurde er in Basel ordiniert und reiste über Sankt Petersburg nach Astrachan. Am 20. Juli 1821 begann er dort gemeinsam mit Felician Martin Graf von Zaremba seine Missionartätigkeit. Sie missionierten Juden und Muslime und ab 1822 mit Einschränkungen auch Muslime und Tataren im armenisch-russischen Kaukasusgebiet. Dittrich war der erste Prediger einer großen Gruppe deutschstämmiger Aussiedler, die sich in Georgien niedergelassen hatten.
Zusammen mit Graf Zaremba verfasste er eine eigene Kirchenordnung und weihte armenische Schulen ein. Er fungierte als Übersetzer von neu-armenischer christlicher Literatur, schuf ein eigenes Wörterbuch, diverse Schulbücher, eine Sprachlehre, übersetzte das neue Testament und die Psalmen. Nebenbei unterrichtete er armenische Priester.
Mit Felician Martin von Zaremba reiste Dittrich nach Sankt Petersburg, um sich am Zarenhof persönlich die Erlaubnis zum Missonieren abzuholen. Da diesem Vorhaben der evangelische Kultusminister Alexander Nikolajewitsch Golizyn sehr aufgeschlossen gegenüberstand, hatte auch Zar Alexander I. nichts dagegen.
In Şuşa (Armenien) arbeitete er von 1823 bis 1833 als Missionar. Anschließend war er bis 1838 Pastor in Tiflis, wo er zum Oberpastor ernannt wurde.
In Gattschina begann er 1839 seine Tätigkeit in einem deutsch-finnisch-estnischen Kirchspiel.
Nach Moskau wurde er am 23. März 1840 als erster Pastor an der St.-Michaelis-Kirche berufen. St. Michaelis war eines der ältesten Kirchenspiele Moskaus und wird noch heute durch die Gemeinde Petri-Pauli fortgeführt. In der Zeit von 1852 bis 1855 war er Mitglied des ev.-luth. Konsistoriums.
Nach Archivangaben der Basler Mission starb er am 9. Juli 1855, nach Unterlagen des Martin-Luther-Ringes jedoch am 27. Juni 1855. Die Differenz ist damit zu erklären, dass in Russland noch der Julianische Kalender galt und in Basel schon der Gregorianische.
Er war Autor des Buches Dr. Martin Luther’s kleiner Katechismus.